# (35731) 1999 GH8
1999 GH8 (asteroide 35731) é um asteroide da cintura principal. Possui uma excentricidade de 0.14423740 e uma inclinação de 1.44366º.
Este asteroide foi descoberto no dia 9 de abril de 1999 por LONEOS em Anderson Mesa.